# 寺元記念病院
寺元記念病院（てらもときねんびょういん）は、大阪府河内長野市にある民間病院。

## 沿革
- 1987年12月 - 開設。

## 診療科
- 内科
- 循環器内科
- 血液内科
- 消化器内科
- 外科
- 整形外科
- 形成外科
- 眼科
- 脳神経外科
- 皮膚科
- 泌尿器科
- 放射線科
- 耳鼻咽喉科
- リハビリテーション科
- 歯科口腔外科
- 麻酔科
- 消化器外科
- 乳腺外科
- 腫瘍外科
- 内視鏡外科
- 大腸・肛門外科
- 糖尿病内科

## 交通アクセス
鉄道
- 南海高野線河内長野駅から徒歩約7分。

## 系列病院・診療所・施設
- てらもと医療リハビリ病院
- 寺元記念西天満クリニック
- てらもと総合福祉センター
- てらもとショートステイセンター